# 刘海燕
刘海燕（1941年11月—），男，汉族，陕西榆林人，中华人民共和国政治人物。

## 生平
1959年9月至1964年9月，在西安石油学院石油炼制加工专业学习。1964年9月至1968年3月，为北京石油学院催化反应动力学专业研究生。1968年3月至1969年10月，为山东胜利炼油厂操作工。1969年10月至1972年7月，为北京东方红炼油厂操作工。1972年7月至1980年8月，任北京东方红炼油厂技术科工程师、副科长。1977年5月，加入中国共产党。1980年8月至1984年8月，任北京东方红炼油厂副厂长兼副总工程师。1984年8月至1990年10月，任北京燕山石油化工公司炼油厂厂长。1990年10月至1995年9月，任北京燕山石油化工公司经理、党委常委。1995年9月至1997年5月，任北京燕山石油化工公司经理、党委书记。1997年5月至1998年4月，任北京燕山石油化工集团有限公司董事长、党委书记。1998年1月至2003年1月，任北京市人民政府副市长。2003年3月，任华夏银行股份有限公司党委书记、董事长。中共第十五届中央候补委员。